# Éthiopiques (musique)
Pour les articles homonymes, voir Éthiopiques.
Éthiopiques est une série totale d'une trentaine de disques compacts consacrés aux chanteurs et musiciens de musique éthiopienne et érythréenne des années 1960 aux années 2000. Ils sont édités par le label français de Buda Musique et regroupent l'essentiel des disques de l'Éthio-jazz des années 1970 avec des artistes majeurs comme Mahmoud Ahmed ou Mulatu Astatke.

## Historique
Francis Falceto et le label Buda Musique décident en 1996 d'acquérir les droits et de rééditer les enregistrements des majors éthiopiennes Amha Records, Kaifa Records, et Philips-Ethiopia publiés dans les années 1960 et 70 en Éthiopie. Parmi les artistes d'Éthiopiques peuvent être cités : Alèmayèhu Eshèté, Asnatqètch Wèrqu, Mahmoud Ahmed, Mulatu Astatke, et Tlahoun Gèssèssè. Certains disques concernent cependant des enregistrements actuels. C'est grâce au succès international de la collection créée par Francis Falceto que la musique éthiopienne, et particulièrement l'éthio-jazz, connaissent une importante reconnaissance et que tous ces artistes oubliés depuis la fin des années 1970 réussissent à donner de nouveaux concerts dans le monde. Cependant l'acquisition de l'intégralité des droits d'auteurs par Buda Musique – ou l'exploitation de leurs licences renouvelable tous les cinq ans selon Francis Falceto – a entrainé des tensions entre ce dernier et certains des artistes majeurs, dont Mulatu Astatke et Getatchew Mekurya, même si ces derniers reconnaissent le rôle crucial de Falceto dans la diffusion de leur musique.
Cette collection a pris un second souffle en 2004 avec le film de Jim Jarmusch,, Broken Flowers, qui utilise de nombreux titres de Mulatu Astatke d'Éthiopiques Volume 4. Éthiopiques a connu un fort succès de ventes pour ce type de musique du monde aux États-Unis, notamment en raison du fort soutien de John Schaefer dans son émission de radio quotidienne New Sounds de WNYC,,.
Le concept a ensuite été décliné avec une deuxième collection consacrée à la musique de Zanzibar et intitulée Zanzibara (dix volumes à ce jour) ainsi que pour les créations contemporaines d'éthio-jazz publiées dans la collection éthiosonic.